# Eishockey-Bundesliga 1978/79
Die Saison 1978/79 der Eishockey-Bundesliga war die 21. Spielzeit der höchsten deutschen Eishockeyliga. Deutscher Meister wurde der Kölner EC, der damit seinen zweiten Meistertitel gewinnen konnte. In die 2. Bundesliga mussten hingegen der ESV Kaufbeuren und der Augsburger EV absteigen. Bereits vor Saisonbeginn hatte der Ex-Meister Krefelder EV Konkurs anmelden müssen und sich daraufhin aus der Liga zurückgezogen. Auch der EV Rosenheim hatte vor der Saison finanzielle Probleme und fusionierte daraufhin mit dem TC Rosenheim, um fortan unter dem Namen Sportbund Rosenheim am Spielbetrieb teilzunehmen.
Aufgrund der Verletzung von Fristen bei Vereinswechseln von trotzdem eingesetzten Spielern sollten zudem dem Mannheimer ERC und dem SB Rosenheim nach Abschluss der Vorrunde zahlreiche Punkte aberkannt werden, was für Mannheim einen Absturz in die Abstiegsrunde mit sich gebracht hätte. Erst vor Gericht konnten sich beide Teams den Erhalt der Punkte erkämpfen.

## Voraussetzungen

### Teilnehmer
Folgende zwölf Vereine nehmen an der Eishockey-Bundesliga 1978/79 teil (alphabetische Sortierung mit Vorjahresplatzierung):
| Klub            | Standort               | Vorjahr           |
| --------------- | ---------------------- | ----------------- |
| Augsburger EV   | Augsburg               | Aufsteiger        |
| VfL Bad Nauheim | Bad Nauheim            | 7.                |
| Berliner SC     | Berlin                 | 2.                |
| Düsseldorfer EG | Düsseldorf             | 6.                |
| EV Füssen       | Füssen                 | 8.                |
| ECD Iserlohn    | Iserlohn               | 10.               |
| ESV Kaufbeuren  | Kaufbeuren             | Aufsteiger        |
| Kölner EC       | Köln                   | 3.                |
| EV Landshut     | Landshut               | 5.                |
| Mannheimer ERC  | Mannheim               | Aufsteiger        |
| SC Riessersee   | Garmisch-Partenkirchen | Deutscher Meister |
| SB Rosenheim    | Rosenheim              | 9.                |

### Modus  und Regelwerk
Da die Bundesliga zuvor auf zwölf Mannschaften aufgestockt worden war, spielten die Teams zunächst ein Einfachrunde aus, nach deren Abschluss das Feld in eine Meister- und in eine Abstiegsrunde mit jeweils sechs Mannschaften geteilt wurde. Meister- und Abstiegsrunde wurden anschließend unter Mitnahme der Vorrundenpunkte in einer Dreifachrunde ausgetragen, was für jeden Verein insgesamt 52 Spiele bedeutete. Die Zahl der Auf- und Absteiger wurde auf zwei erhöht. Aufgrund der Tatsache, dass sowohl die Meisterschaft als auch der Abstieg zu einem relativ frühen Zeitpunkt der Endrunde bereits entschieden waren, wurde der Modus von Kritikern als „langweilig“ bezeichnet, worauf zur Folgesaison ein komplett neuer Modus eingeführt wurde.
Gemäß Beschluss auf dem DEB Verbandstag im Sommer wurde „Werbung am Mann“ ab dieser Saison erlaubt. Hiervon machte man in Köln, Riessersee und Rosenheim gebrauch.

## Vorrunde
|     | Klub               | Sp | S  | U | N  | Tore   | Punkte |
| --- | ------------------ | -- | -- | - | -- | ------ | ------ |
| 1.  | Kölner EC          | 22 | 16 | 1 | 5  | 128:76 | 33:11  |
| 2.  | Düsseldorfer EG    | 22 | 16 | 0 | 6  | 107:73 | 32:12  |
| 3.  | SC Riessersee (M)  | 22 | 13 | 2 | 7  | 140:98 | 28:16  |
| 4.  | Mannheimer ERC (N) | 22 | 13 | 1 | 8  | 94:91  | 27:17  |
| 5.  | Berliner SC        | 22 | 11 | 4 | 7  | 129:99 | 26:18  |
| 6.  | VfL Bad Nauheim    | 22 | 10 | 4 | 8  | 102:94 | 24:20  |
| 7.  | SB Rosenheim       | 22 | 10 | 3 | 9  | 99:90  | 23:21  |
| 8.  | EV Landshut        | 22 | 10 | 1 | 11 | 95:90  | 21:23  |
| 9.  | EV Füssen          | 22 | 6  | 4 | 12 | 84:113 | 16:28  |
| 10. | Augsburger EV (N)  | 22 | 6  | 2 | 14 | 75:119 | 14:30  |
| 11. | EC Deilinghofen    | 22 | 6  | 1 | 15 | 71:116 | 13:31  |
| 12. | ESV Kaufbeuren (N) | 22 | 2  | 3 | 17 | 70:135 | 7:37   |

Abkürzungen: Sp = Spiele, S = Siege, U = Unentschieden, N = Niederlagen, (N) = Neuling, (M) = Titelverteidiger

Erläuterungen:       = Meisterrunde,       = Abstiegsrunde.

## Meisterrunde
|    | Klub               | Sp | S  | U  | N  | Tore    | Punkte |
| -- | ------------------ | -- | -- | -- | -- | ------- | ------ |
| 1. | Kölner EC          | 52 | 36 | 3  | 13 | 325:215 | 75:29  |
| 2. | SC Riessersee (M)  | 52 | 30 | 4  | 18 | 313:248 | 64:40  |
| 3. | Berliner SC        | 52 | 23 | 10 | 19 | 287:261 | 56:48  |
| 4. | Düsseldorfer EG    | 52 | 26 | 3  | 23 | 248:238 | 55:49  |
| 5. | VfL Bad Nauheim    | 52 | 23 | 5  | 24 | 240:257 | 51:53  |
| 6. | Mannheimer ERC (N) | 52 | 22 | 5  | 25 | 218:243 | 49:55  |

Abkürzungen: Sp = Spiele, S = Siege, U = Unentschieden, N = Niederlagen, (N) = Neuling, (M) = Titelverteidiger

## Abstiegsrunde
|    | Klub               | Sp | S  | U | N  | Tore    | Punkte |
| -- | ------------------ | -- | -- | - | -- | ------- | ------ |
| 1. | EV Landshut        | 52 | 33 | 5 | 14 | 283:173 | 71:33  |
| 2. | SB Rosenheim       | 52 | 28 | 5 | 19 | 248:212 | 61:43  |
| 3. | EC Deilinghofen    | 52 | 19 | 5 | 28 | 200:238 | 43:61  |
| 4. | EV Füssen          | 52 | 18 | 6 | 28 | 223:265 | 42:62  |
| 5. | ESV Kaufbeuren (N) | 52 | 13 | 6 | 33 | 178:285 | 32:72  |
| 6. | Augsburger EV (N)  | 52 | 11 | 3 | 38 | 175:303 | 25:79  |

Abkürzungen: Sp = Spiele, S = Siege, U = Unentschieden, N = Niederlagen, (N) = Neuling

Erläuterungen:       = Klassenerhalt,       = Abstieg.

## Ranglisten

### Beste Scorer
Erstmals in dieser Saison konnten bei einem Tor zwei Assists vergeben werden.

Abkürzungen: Sp = Spiele, T = Tore, V = Vorlagen, SM = Strafminuten
| Spieler              | Mannschaft    | Sp | T  | V  | Punkte | SM  |
| -------------------- | ------------- | -- | -- | -- | ------ | --- |
| Erich Kühnhackl      | Kölner EC     | 52 | 59 | 58 | 117    | 99  |
| Craig Sarner         | Berliner SC   | 52 | 52 | 64 | 116    |     |
| Martin Hinterstocker | Berliner SC   | 52 | 78 | 28 | 106    |     |
| Gerd Truntschka      | EV Landshut   | 49 | 52 | 54 | 106    |     |
| Hardy Nilsson        | Kölner EC     | 45 | 21 | 81 | 102    | 115 |
| Claes-Ove Fjällby    | EV Landshut   | 52 | 58 | 39 | 97     |     |
| Markus Kuhl          | Kölner EC     | 52 | 45 | 49 | 94     | 20  |
| Holger Meitinger     | SB Rosenheim  | 51 | 66 | 28 | 94     | 69  |
| Murray Heatley       | SC Riessersee | 49 | 49 | 42 | 94     |     |
| Dick Decloe          | Kölner EC     | 37 | 57 | 33 | 94     | 60  |

### Beste Verteidiger
| Spieler         | Mannschaft   | Tore | Assists | Punkte |
| --------------- | ------------ | ---- | ------- | ------ |
| Udo Kießling    | Kölner EC    | 28   | 32      | 60     |
| Oldřich Macháč  | SB Rosenheim | 17   | 39      | 56     |
| Seppo Lindström | Berliner SC  | 14   | 37      | 51     |

## Kader des Deutschen Meisters
| Deutscher Meister Kölner EC | Torhüter: Rainer Makatsch, Klaus Verleih Verteidiger: Harald Krüll, Georg Kink, Vic Stanfield, Christian Nikola, Udo Kießling Angreifer: Hans Rothkirch, Dick Decloe, Marcus Kuhl, Hardy Nilsson, Walter Stadler, Peter Schiller, Miroslav Sikora, Henryk Jaworowski, Erich Kühnhackl, Franz Hofherr, Siegfried Hardt, Detlef Langemann Cheftrainer: Gerhard Kießling |